# Perebea
Genre
Perebea est un genre de plantes à fleurs de la famille des Moraceae, comprenant 10 à 36 espèces néotropicales, et dont l'espèce type est Perebea guianensis Aubl..

## Protologue
En 1775, le botaniste Aublet propose le protologue suivant : 
« PEREBEA. (Tabula 361.)

FEMINEUS FLOS. 
Involucrum carnoſum, monophyllum, ad oras dentatum, ſubtùs ſquamoſum, multiflorum. 
CAL. Perianthium tubuloſum, versùs ſummitatem ventricoſum; quadripartitum. 
PIST. Germen ſubrotundum. Stylus craſſus, oblongus, hirſutus. Stigma bilobum. 
PER. Calix ſucculentus, hirſutus, coccineus ; denticulis quatuor coronatus. 

SEM. unicum, angulatum. Flores maſculi deſiderantur. »
— Fusée-Aublet, 1775.

## Liste d'espèces
Selon GBIF (26 janvier 2022) :
- Perebea angustifolia (Poepp. & Endl.) C.C.Berg
- Perebea guianensis Aubl.
- Perebea humilis C.C.Berg
- Perebea longepedunculata C.C.Berg
- Perebea longipedunculata C.C.Berg
- Perebea mennegae C.C.Berg
- Perebea mollis (Poepp. & Endl.) Huber
- Perebea purusana Huber
- Perebea rubra (Trécul) C.C.Berg
- Perebea tessmannii Mildbr.
- Perebea xanthochyma H.Karst.

Selon World Flora Online (WFO) (26 janvier 2022) :
- Perebea angustifolia (Poepp. & Endl.) C.C.Berg
- Perebea guianensis Aubl.
- Perebea hispidula Standl.
- Perebea humilis C.C. Berg
- Perebea longepedunculata C.C. Berg
- Perebea mennegae C.C. Berg
- Perebea mollis (Poepp. & Endl.) Huber
- Perebea rubra (Trécul) C.C. Berg
- Perebea tessmannii Mildbr.
- Perebea xanthochyma H.Karst.

Selon Tropicos (26 janvier 2022) (Attention liste brute contenant possiblement des synonymes) :
- Perebea acanthogyne Ducke, 1932
- Perebea angustifolia (Poepp. & Endl.) C.C. Berg, 1969
- Perebea australis (Hemsl.) J.F. Macbr., 1931
- Perebea calophylla (Poepp. & Endl.) Benth. ex Pittier, 1912
- Perebea castilloides Pittier, 1912
- Perebea chimiqua J.F. Macbr., 1931
- Perebea concinna Standl., 1937
- Perebea costaricana Standl., 1937
- Perebea elegans J.F. Macbr., 1931
- Perebea glabrata Standl., 1929
- Perebea glabrifolia (Ducke) C.C. Berg, 1969
- Perebea guianensis Aubl., 1775
- Perebea hispidula Standl., 1942
- Perebea humilis C.C. Berg, 1969
- Perebea integrifolia H. Karst., 1862
- Perebea laevigata Standl.,
- Perebea laurifolia Trécul, 1847
- Perebea lecithogalacta (R.E. Schult.) R.E. Schult., 1949
- Perebea lecointei Huber, 1909
- Perebea longipedunculata C.C. Berg, 1969
- Perebea macrophylla (Miq.) Renner, 1907
- Perebea markhamiana Benth. & Hook. f., 1880
- Perebea markhamiana Benth. ex Hook. f., 1886
- Perebea markhamiana (J. Collins) Benth. & Hook. f. ex Hemsl., 1901
- Perebea mennegae C.C. Berg, 1978
- Perebea molliflora Standl. & L.O. Williams, 1952
- Perebea mollis (Poepp. & Endl.) Huber, 1909
- Perebea paraensis Huber, 1909
- Perebea pseudopeltata Mildbr., 1927
- Perebea purusana Huber,
- Perebea rubra (Trécul) C.C. Berg, 1998
- Perebea standleyi J.F. Macbr., 1937
- Perebea tessmannii Mildbr., 1927
- Perebea trophophylla Standl. & L.O. Williams, 1953
- Perebea xanthochyma H. Karst., 1862
- Perebea xinguana Standl., 1937